# گالیستو (کاسرس)
گالیستو (به اسپانیایی: Galisteo) یک منطقهٔ مسکونی در اسپانیا است که در استان کاسرس واقع شده‌است. گالیستو ۷۹ کیلومتر مربع مساحت دارد ۳۴۶ متر بالاتر از سطح دریا واقع شده‌است.